# Martin Crawford
Pour les articles homonymes, voir Crawford.
Martin Crawford, né le 17 avril 1961, est un agriculteur biologique et pédagogue britannique, auteur d'ouvrages sur les  forêts-jardins.

## Biographie
Après une courte carrière d'informaticien, Martin Crawford s'oriente vers l'agriculture biologique. Après quelques années de maraîchage avec des plantations annuelles demandant beaucoup de travail, il choisit d'orienter son activité vers des cultures pérennes intégrant des arbres fruitiers dans la continuité des travaux de Robert Hart dont il a visité la ferme et lu les ouvrages. Il crée, en 1992, une fondation nommée Agroforestry Research Trust, qui promeut l'agroforesterie en zones tempérées et la culture et l'usage des plantes, en mettant l'accent sur les arbres, arbustes et vivaces produisant de l'alimentation.
Avec la fondation dont il est toujours le directeur, il gère une forêt-jardin de 2 acres (environ 0,8 Ha) à Dartington dans le Devon, il dirige une pépinière commerciale spécialisée dans les arbres et arbustes originaux et il possède un site d'essai de 8 acres de recherche sur les arbres fruitiers et à noix.

## Ouvrages principaux

### En français
- 2017 La forêt-jardin : Créer une forêt comestible en permaculture pour retrouver autonomie et abondance, Edition Ulmer, 352 pages[2]

### En anglais
- 2010 Creating a Forest Garden : Working with Nature to Grow Edible Crops Green Books. 384 pages.

- 2012 How to Grow Perennial Vegetables Low-maintenance, Low-impact Vegetable Gardening Green Books.
- 2013 Food from your Forest Garden, Green Books. 256 pages, avec Caroline Aitken.
- 2015 Trees for Gardens, Orchards and Permaculture. Permanent Publications.
- 2016 How to Grow your own Nuts. Green Books.
- 2020 Shrubs for Gardens, Agroforestry and Permaculture. Permanent Publications. 2020. 246 pages